# Kōkaku Tennō
Kōkaku Tennō (光格天皇?) (23 de septiembre de 1771 - 11 de diciembre de 1840) fue el 119° emperador de Japón, de acuerdo al orden tradicional de sucesión. Reinó desde 1779 hasta 1817. Su nombre fue originalmente Morohito  (師仁?), pero después fue cambiado a Tomohito (兼仁?). Su título principesco antes de ascender al trono fue Sachi-no-miya (祐宮?).

## Genealogía
Fue el sexto hijo del príncipe Kan'in-no-miya Sukehito (閑院宮典仁?), nieto de Higashiyama Tennō. El día antes de su entronización, el moribundo Emperador Go-Momozono, su sobrino tercero, le adoptó oficialmente como hijo.

## Datos de su Vida
Se esperaba que él, como el hijo más joven de una rama imperial colateral, la casa de Kan'in, se dedicara al sacerdocio en el templo de Shuugoin. Sin embargo, en 1779, el moribundo Emperador Go-Momozono le adoptó apresuradamente en su lecho de muerte, aun cuando él no era un shinnō (príncipe imperial).
Genealógicamente, es el fundador de la rama dinástica imperial actualmente en el trono. El Emperador Kōkaku es por tanto antepasado directo de todos los sucesivos Emperadores de Japón, hasta el actual monarca, Naruhito.

## Reinado
Durante el reinado de Kōkaku, la Corte Imperial recuperó autoridad por medio de la propuesta de un programa de ayuda al bakufu en la época de la gran hambruna de Tenmei (1782-1788) y recibiendo información sobre las negociaciones con Rusia por las disputas en el norte, y así sucesivamente. El bakufu dio a su padre el título honorario de Emperador Enclaustrado (Daijō Tennō, 太上天皇).
Kōkaku intentó reafirmar parte de la autoridad imperial sobre el Shōgun (o bakufu). Él emprendió esto implementando primero un programa de ayuda durante la gran hambruna Tenmei, que no solo socava la efectividad del bakufu para cuidar a sus súbditos, sino que también enfoca la atención de los súbditos en la casa imperial. También tomó un interés activo en los asuntos exteriores; mantenerse informado sobre la disputa fronteriza con Rusia al norte, así como mantenerse al tanto del conocimiento sobre divisas extranjeras, tanto chinas como europeas. El nuevo nombre de la era de Tenmei (que significa "Amanecer") fue creado para marcar la entronización del nuevo Emperador. La era anterior terminó y la nueva comenzó en An'ei 11, el segundo día del cuarto mes. En su primer año de reinado, Kōkaku contribuyó decisivamente a revivir antiguas ceremonias relacionadas con la antigua Corte Imperial, así como las realizadas en los santuarios de Iwashimizu y Kamono.
Kutsuki Masatsuna (1750–1802), también conocido como Kutsuki Oki-no kami Minamoto-no Masatsuna, hereditario, presentó al emperador en 1782 un análisis de la moneda de plata en China y Japón "Sin sen sen pou (Sin tchuan phou)". daimyōs de Oki y Ōmi con participaciones en Tanba y Fukuchiyama. Masatsuna publicó Seiyō senpu (Notas sobre monedas occidentales) cinco años después, con placas que muestran la moneda europea y colonial. Las reformas monetarias en todo el país se produjeron después de la Restauración Meiji cuando se adoptó un nuevo sistema en torno al yen japonés. En 1786, la ex emperatriz Go-Sakuramachi enlazó a la única hija de Go-Momozono, la princesa Yoshiko, con el nuevo emperador. Yoshiko se convirtió formalmente en consorte emperatriz del emperador Kōkaku a los 15 años.

### Reformas Kansei
Las Reformas de Kansei (寛 政 の 改革, Kansei no kaikaku) fueron una serie de cambios de política reaccionaria y edictos destinados a curar una serie de problemas percibidos que se habían desarrollado a mediados del siglo XVIII en el shogunato Tokugawa. Kansei se refiere al nombre de una de las eras de Kokaku, abarcando los años desde 1789 hasta 1801. Al final, las intervenciones del shogunato fueron solo parcialmente exitosas. Factores que intervienen como el hambre, las inundaciones y otros desastres exacerbaron algunas de las condiciones que el shōgun pretendía mejorar.

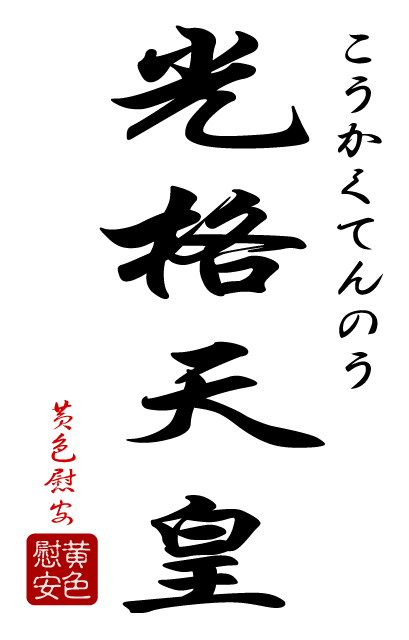
Nombre de Kokaku Tenno en japonés

Matsudaira Sadanobu (1759-1829) fue nombrado concejal principal del shōgun (rōjū) en el verano de 1787; y a principios del año siguiente, se convirtió en el regente del undécimo shōgun, Tokugawa Ienari. Como el principal responsable de las decisiones administrativas en la jerarquía bakufu, estaba en condiciones de lograr un cambio radical; y sus acciones iniciales representaron una ruptura agresiva con el pasado reciente. Los esfuerzos de Sadanobu se centraron en fortalecer el gobierno al revertir muchas de las políticas y prácticas que se habían convertido en algo común bajo el régimen del shōgun anterior, Tokugawa Ieharu.
Estas políticas de reforma podrían interpretarse como una respuesta reaccionaria a los excesos de su predecesor rōjū, Tanuma Okitsugu (1719-1788). El resultado fue que las reformas liberalizadoras iniciadas por Tanuma dentro del bakufu y la relajación de sakoku (política de "puertas cerradas" de Japón de estricto control de los comerciantes extranjeros) fueron revertidas o bloqueadas. La política educativa fue cambiada a través del Edicto Kansei (寛 政 異 学 の 禁 kansei igaku no kin) de 1790 que impuso la enseñanza del neoconfucianismo de Zhu Xi como la filosofía confuciana oficial de Japón.  El decreto prohibió ciertas publicaciones y ordenó la estricta observancia de la doctrina neoconfuciana, especialmente con respecto al plan de estudios de la escuela oficial de Hayashi.
Este movimiento de reforma estuvo acompañado por otros tres durante el período Edo: las reformas Kyōhō (1716–1736), las reformas Tenpō de la década de 1830 y las Reformas Keiō (1866–1867).

### Abdicación y Muerte
Tenía mucho talento y entusiasmo por la erudición, restableciendo festivales en los santuarios de Iwashimizu y de Kamono. Trabajó mucho en el restablecimiento de las ceremonias que rodeaban a la Corte Imperial. En 1817 abdicó en favor de su hijo, el Emperador Ninkō. Debido a que su reinado siguió una era en la que la mayoría de los emperadores murieron jóvenes o eran forzados a abdicar, Kōkaku fue el primer monarca japonés que permaneció en el trono más allá de la edad de 40 años desde la abdicación del Emperador Ōgimachi en 1586.
Después de la muerte de Kōkaku en 1840, fue consagrado en el mausoleo imperial, Nochi no Tsukinowa no Higashiyama no misasagi (後 月 輪 東山 陵), que se encuentra en Sennyū-ji en Higashiyama-ku, Kioto. También consagrados en Tsuki no wa no misasagi, en Sennyū-ji están los predecesores imperiales inmediatos de este Emperador, desde el Emperador Go-Mizunoo, Meishō, Go-Kōmyō, Go-Sai, Reigen, Higashiyama, Nakamikado, Sakuramachi, Momozono, Go-Sakuramachi y Go -Momozono. Este complejo de mausoleo también incluye misasagi para los sucesores inmediatos de Kōkaku: Ninkō y   Kōmei. La emperatriz viuda Yoshikō también está enterrada en este complejo de mausoleo imperial.

## Eras de su reinado
Reinó durante las siguientes eras:
- An'ei (1772-1781)
- Tenmei (1781-1789)
- Kansei (1789-1801)
- Kyōwa (1801-1804)
- Bunka (1804-1818)

| Predecesor: Go-Momozono | Emperador de Japón 1779-1817 | Sucesor: Ninkō |